# Cryptopimpla calceolata
Cryptopimpla calceolata là một loài tò vò trong họ Ichneumonidae.